# Ambronne
L'Ambronne est une rivière française qui coule dans les départements de l'Aude et de l'Ariège. C'est un affluent de l'Hers-Vif, donc un sous-affluent de la Garonne par l'Hers-Vif puis par l'Ariège.

## Géographie
De 22,2 km de longueur, l'Ambronne prend sa source dans le département de l'Aude, sur la commune de Saint-Benoit, entre le Pech de Gendarme et le col del Tuquet à 680 m d'altitude,.
Puis l'Ambronne passe à Caudeval, puis entre dans l'Ariège et rejoint aussitôt l'Hers-Vif en rive droite à Moulin-Neuf, à 310 m d'altitude, en amont de Mirepoix.

### Communes et cantons traversées

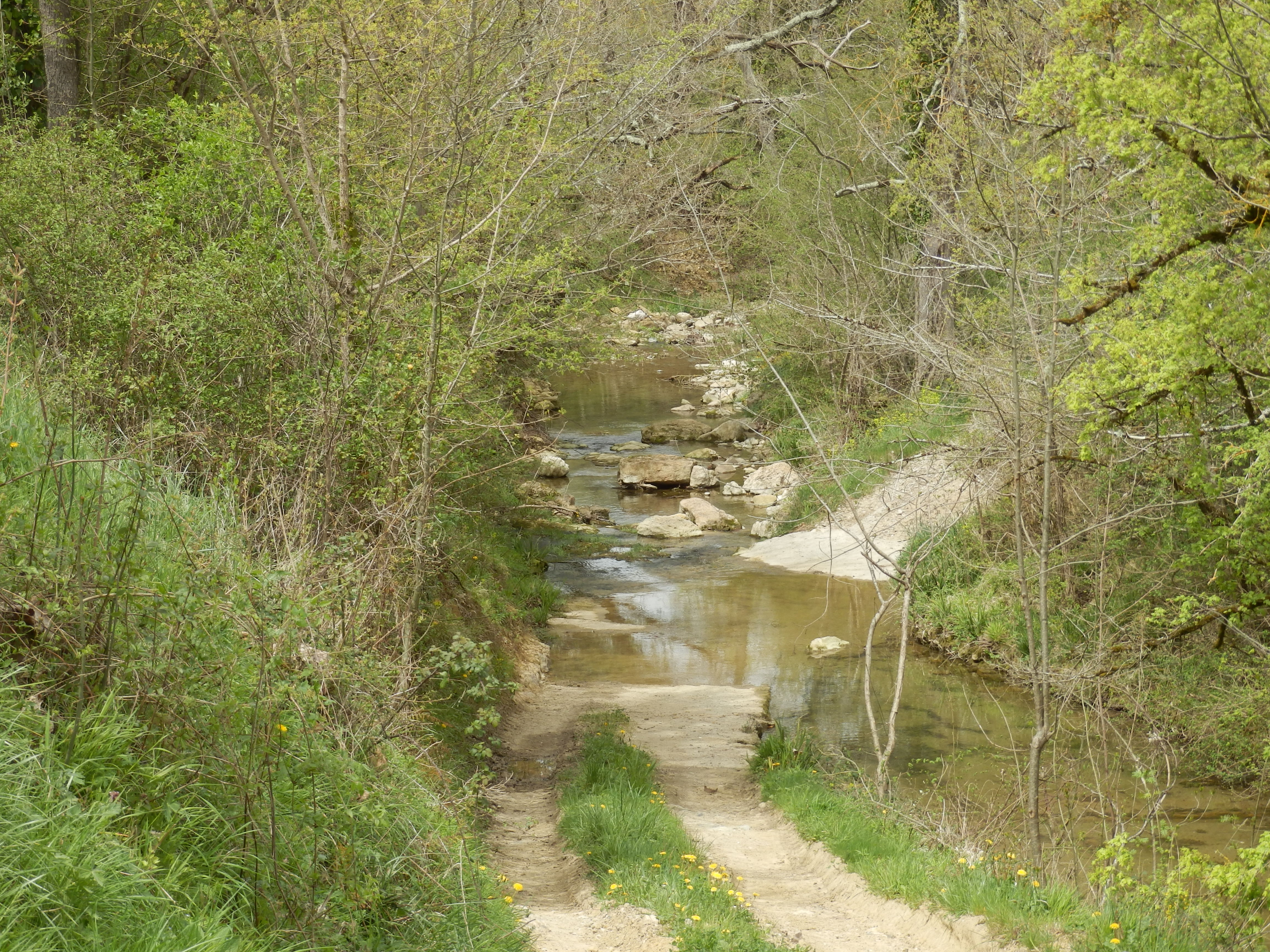
L'Ambronne à Saint-Benoît

Dans les deux départements de l'Ariège et l'Aude, l'Ambronne traverse six communes, et deux cantons :
- dans le sens amont vers aval : Saint-Benoît (source), Courtauly, Peyrefitte-du-Razès, Gueytes-et-Labastide, Caudeval, Moulin-Neuf (confluence).

Soit en termes de cantons, l'Ambronne prend source dans l'ancien canton de Chalabre, intégré depuis 2014 dans le canton de la Haute-Vallée de l'Aude et conflue dans le canton de Mirepoix, le tout dans les deux arrondissement de Limoux et arrondissement de Pamiers.

### Bassin versant
L'Ambronne traverse les quatre zones hydrographiques O150, O151, O152 et O153 pour une superficie totale de 69 km2. Ce bassin versant est constitué à 55,60 % de « forêts et milieux semi-naturels », à 44,54 % de « territoires agricoles ».

## Affluents
L'Ambronne a vingt-sept tronçons affluents référencés dont :
- Ruisseau de Gary ou ruisseau de Machorre (rd) 3,7 km sur la seule commune de Saint-Benoît source 42° 58′ 33″ N, 2° 04′ 59″ E
- le ruisseau du Col de Lépinac (rd) 1,5 km sur les deux communes de Saint-Benoît et La Bezole.
- Ruisseau de Baillus (rg) 3,3 km sur les deux communes de Saint-Benoît et Chalabre.
- Ruisseau du Mont-Falcou (rg) 4 km sur les deux communes de Saint-Benoît et Courtauly.
- ruisseau de Carage (rd) 3 km sur les deux communes de Saint-Benoît et Courtauly.
- Ruisseau de Portefeuille (rd) 2,2 km sur la seule commune de Courtauly.
- Ruisseau de Rivel (rd) 2,5 km sur les deux communes de Peyrefitte-du-Razès et Pomy.
- Ruisseau de Corbières (rg) 3,8 km sur les trois communes de Caudeval, Corbières, et Gueytes-et-Labastide.
- Ruisseau de Saint-Jean ou ruisseau de Maury (rd) 4,6 km sur les trois communes de Caudeval, Lignairolles, et Gueytes-et-Labastide.
- Ruisseau de la Cannelle (rd) 3 km sur les deux communes de Seignalens et Caudeval.

## Hydrologie
L'alimentation de l'Ambronne est pluviale, ce qui explique les sautes de son débit, les crues brutales lors d'orages.

### L'Ambronne à Caudeval
Le débit de l'Ambronne a été observé pendant une période de 35 ans (1973-2007), à Caudeval, localité du département de l'Aude, située à environ 5 km du confluent avec l'Hers-Vif. La surface étudiée est de 66,3 km2, c'est-à-dire la quasi-totalité du bassin versant de la rivière.
Le module de la rivière à Caudeval est de 0,369 m3/s (369 litres par seconde).
L'Ambronne présente des fluctuations saisonnières de débit très importantes, caractéristiques d'un régime exclusivement pluvial. Les hautes eaux ont lieu en hiver et au printemps et portent le débit mensuel moyen à un niveau situé entre 0,602 et 0,968 m3/s, de janvier à mai inclus avec un maximum marqué en février. Les basses eaux, assez longues, surviennent en été-automne, de juillet à novembre inclus, entraînant une baisse du débit moyen mensuel atteignant 0,029 m3/s au mois d'août, ce qui représente un niveau vraiment fort bas (29 litres par seconde à peine).

### Étiage ou basses eaux
Le VCN3 peut chuter jusque 0,001 m3/s, en cas de période quinquennale sèche, soit un seul litre par seconde, ce qui doit être considéré comme très sévère, le cours d'eau étant alors réduit à quelques filets. Cependant, la statistique atteint ici ses limites car elle ne peut retourner un débit rigoureusement nul. Dans la réalité, l'Ambronne tombe complètement à sec quasiment chaque été et d'après la courbe des débits classés, elle a même un débit nul environ 10 % du temps, soit en moyenne un mois par an.

### Crues
D'autre part, les crues peuvent être assez importantes. Les QIX 2 et QIX 5 valent respectivement 14 et 23 m3/s. Le QIX 10 vaut 28 m3/s, tandis que le QIX 20 se monte à 34 m3/s, le QIX 50 n'ayant pas été calculé. Cela signifie, par exemple, qu'il faut s'attendre tous les cinq ans à une crue de l'ordre de 23 m3/s, ce qui est relativement important mais cependant courant pour un cours d'eau dont le bassin versant de cette taille et assez faible par rapport à d'autres affluents de l'Hers comme le Blau, qui présente des valeurs 3 fois supérieures alors qu'il draine une surface identique (67 km2).
Le débit instantané maximal enregistré à Caudeval a été de 35 m3/s le 8 mai 1985, tandis que la valeur journalière maximale était de 34,6 m3/s le 11 mars 2006. En comparant le premier de ces chiffres aux valeurs des différents QIX de la rivière, cette crue était de l'ordre de la crue vingtennale calculée par le QIX 20, et donc nullement exceptionnelle et amenée à se renouveler tous les 20 ans environ.

### Lame d'eau et débit spécifique
La lame d'eau écoulée dans le bassin de l'Ambronne est de 176 millimètres annuellement, ce qui est assez faible. C'est nettement inférieur à la moyenne d'ensemble de la France tous bassins confondus (320 millimètres par an), et encore plus en dessous de l'ensemble du bassin versant de l'Hers-Vif (361 millimètres par an à Mazères-Calmont) ou de celui de la Garonne (384 millimètres par an au Mas-d'Agenais). Le débit spécifique (ou Qsp) se monte dès lors au chiffre de 5,6 litres par seconde et par kilomètre carré de bassin.

## Écologie
Le confluent du Hers-Vif et de l'Ambronne est une ZNIEFF de type I, depuis 1988, sous le numéro 730011997 et l'appellation Confluent Hers-Vif-Ambronne pour une superficie de 65 hectares.

## Pêche et AAPPMA
L'Ambronne est un cours d'eau de deuxième catégorie. L'Ambronne dépend de l'AAPPMA de Chalabre.